# 四谷大木戸
四谷大木戸（よつやおおきど）は、江戸の四谷に設けられていた、甲州街道の大木戸（街道を通って江戸に出入りする通行人や荷物を取り締まるための関所）である。現在の東京都新宿区四谷4丁目交差点の位置にあった。

## 概要
1616年（元和2年）、江戸幕府により四谷の地に、甲州街道における江戸への出入り口として大木戸が設けられた。地面には石畳を敷き、木戸の両側には石垣を設けていた。
大木戸に隣接する場所に、1653年（承応2年）に完成した玉川上水の四谷水番所が設けられ、ここまで開渠で蓋をせずに水を引いていて、ここから地中の木樋や石樋を使い水を分配し江戸城内や江戸市中へ配水していた非常に重要な施設だった。なお、明治以降に東京の水道は近代化され浄水場で浄化された水が分配されるようになったが、玉川上水は暗渠化され今も同じ場所を水が流れている。また、水番所のあった場所には現在、東京都水道局新宿営業所があり「四谷大木戸」は昔も今もこの都市の住民にとって上水に関わる重要な場所である。
1699年（元禄12年）には大木戸の西に甲州街道最初の宿場となる内藤新宿が開設された。
1732年（享保17年）刊行の『江戸砂子』では巻之四に掲載された。
初めは夜になると木戸を閉めていたが、1792年（寛政4年）以降は木戸が撤去された（木戸がなくなった後も四谷大木戸の名は変わらなかった）。1829年（文政12年）成立の『江戸名所図会』には、木戸撤去後の、人馬や籠などの行き交う様子が描かれており、画の端には水番所らしき建物も描かれている。（長谷川雪旦画） 
『絵本江戸土産』（1850年-）第4編には歌川広重（初代）による多色刷りの「四ツ谷　大木戸　内藤新宿」が掲載され、次のような説明が書かれている。

四ツ谷通りの末にして、甲州街道の出口なり。この宿美麗なる旅店多く、軒をならべその賑い品川南北の駅路に劣らず
明治維新後、新政府により石畳や石垣は交通の障害と見なされ、1876年（明治9年）に撤去されてしまい、現在は残っていない。

## 現在

四谷大木戸跡碑（四谷区民センター敷地内）

四谷大木戸の位置は現在の東京都新宿区四谷4丁目交差点にあたり、その交差点上は「四谷大木戸跡」として東京都指定旧跡となっている。
四谷大木戸跡の石碑は複数ある。ひとつは4丁目交差点の北東の角にある。もうひとつは交差点の西にある新宿区立四谷区民センター（新宿区内藤町87番地）の敷地内交差点寄りの位置にある。石碑のひとつは1959年（昭和34年）の地下鉄丸ノ内線の工事の際に見つかった玉川上水の石樋を使い作られたものである。
四谷大木戸に因む名称
4丁目交差点の南西にある新宿御苑の4丁目交差点側の出入口の名は大木戸門で、四谷大木戸に因むものである。その他、四谷大木戸郵便局、新宿区立大木戸児童遊園（公園）、新宿区立大木戸こども園（保育所）、大木戸広場、大木戸ガーデン（四谷四丁目商交会により毎年8月の第一日曜日に大木戸広場で開催されるイベント）、四谷大木戸藪蕎麦（蕎麦屋）、大木戸多満川（料亭）の名前に大木戸の名が残っており、新宿区四谷4丁目25の料亭「大木戸多満川」では落語協会のイベント「四谷大木戸 多満川寄席」が開催される。

## 四谷4丁目交差点で交差する道路
- 国道20号（当交差点以東が新宿通りの一部）
- 東京都道418号北品川四谷線（外苑西通り）
- 新宿区特別区道41-900（新宿通りの一部）[8]

## 周辺の駅
- 東京メトロ丸ノ内線四谷三丁目駅‐東の道路へ徒歩3分
- 東京メトロ丸ノ内線新宿御苑前駅‐西の道路へ徒歩3分
- JR中央線千駄ケ谷駅‐南の道路へ徒歩10分
- 都営地下鉄新宿線曙橋駅-北の道路へ徒歩15分